# Elmar Kupke
Elmar Kupke (* 28. Juni 1942 in Leobschütz/Schlesien; † 2018 in Würzburg) war ein deutscher Aphoristiker und Stadtphilosoph.

## Leben
Kupke wuchs als jüngster von drei Brüdern in Amberg in der Oberpfalz auf. Er absolvierte ein Studium für das Lehramt der Hauptschule, unter anderem im Fach Deutsch. Bis zu seinem Tod unterrichtete er in Würzburg-Heidingsfeld und lebte in Reichenberg bei Würzburg.
Er gründete die Aphoristikzeitung Der PrivatDemokrat und den R+K-Verlag, Würzburg. Seine Aphorismen und aphoristischen Essays erschienen in verschiedenen Tageszeitungen und Magazinen.

## Veröffentlichungen
- Aporismen 1, 1985
- Aporismen 2, 1985, ISBN 978-3-924688-01-1
- Amorismen 1, 1985, ISBN 978-3-924688-02-8
- Lyricon 1, 1985, ISBN 978-3-924688-04-2; dieses Buch entstand in Zusammenarbeit mit Hans-Christoph Neuert
- Lyricon 2, 1985, ISBN 978-3-924688-05-9
- Der Stadtphilosoph 1, 1985, ISBN 978-3-924688-03-5
- Der Stadtphilosoph 2, 1992, ISBN 978-3-924688-07-3
- Der PrivatDemokrat, 1992, ISBN 978-3-924688-06-6